# Lanceoppia rigidiseta
Lanceoppia rigidiseta är en kvalsterart som beskrevs av Hammer 1968. Lanceoppia rigidiseta ingår i släktet Lanceoppia och familjen Oppiidae. Inga underarter finns listade i Catalogue of Life.